# الأوقاف في مصر

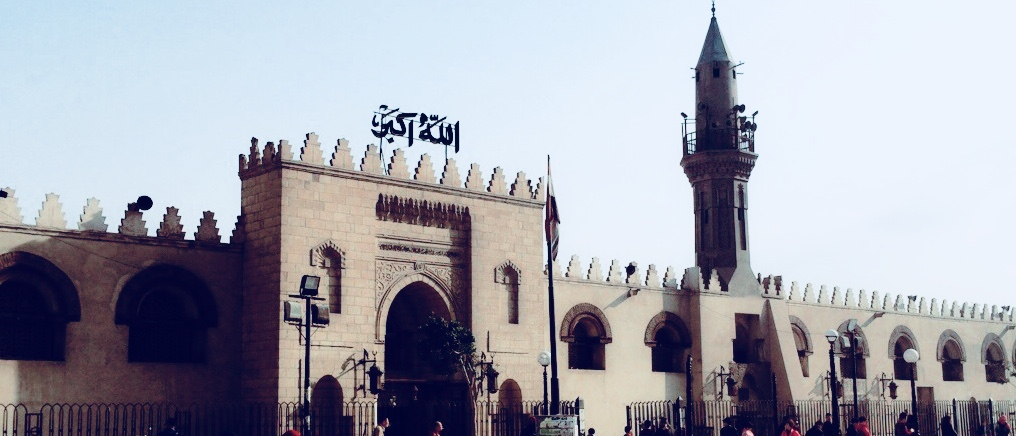
مصر القديمة، أول مسجد في افريقيا، مسجد عمرو بن العاص

الأوقاف في مصر منذ المرحلة الأولى التي أعقبت دخول المسلمين مصر، دخل نظام الوقف الإسلامي إليها، وأدَّى دوراً تنموياً وغطى مختلف مجالات الحياة، وكان مسجد عمرو بن العاص، أول وقف في مصر وفي افريقيا، وتوالت الأوقاف وكثُرَت في العهد الأموي، وتوسعت أكثر في العهد العباسي، حتى شملت مصارف ريعها مختلف جوانب الحياة، وأخذت في التطور من حيث الأداء الوظيفي، والتنظيم الإداري، مما أسهم في عملية التكوين التاريخي لنظام الوقف في مصر.
وفي عهد الأيوبيين والمماليك، ازدهر الوقف واتسع، وأحدث نظام للأوقاف تمثل في التنظيم، وحركة البناء والتعمير في مختلف المرافق العامة، وتوسعت حتى شملت الخدمات الطبية في العهد العثماني، وتخصيص البيمارستانات للفقراء دون الأغنياء، وظلت الأوقاف في مصر تنمو، وتؤدي أغراضها، حتى منتصف القرن الثاني عشر الهجري، ثم بدأ دورها يضعف، وريعها يسلب، حتى أن كثيرا من المكاتب أغلقت بسبب تعطِّل أوقافها، والاستيلاء عليها.

## أول وقف إسلامي في مصر
يرجع تاريخ أول وقف إسلامي في مصر إلى عام: (21هـ - 641)، بعد تحريرها من السيطرة البيزنطية على يد المسلمين، وكان الوقف الأول هو: مسجد بمدينة فسطاط مصر، فهو أوّل مسجد أُسس بمصر في الملة الإسلامية بعد الفتح.

مسجد عمرو بن العاص من الداخل

فلما حاصر عمرو بن العاص الحصن بالفسطاط، نصب رايته بتلك المحلة، فسميت محلة الراية، وكان موضع هذا الجامع جبّانة، حاز موضعه قيسبة بن كلثوم، فلما رجعوا من الإسكندرية فاتحين، سأل عمرو بن العاص قيسبة في منزله هذا، أن يجعله مسجداً، فتصدق به قيسبة على المسلمين، وذكر المقريزي: "فقال قيسبة: لقد علمتم يا معاشر المسلمين أني حزت هذا المنزل وملكته، وإني أتصدّق به على المسلمين وارتحل، فنزل مع قومه بني سوم واختط فيهم، فبني مسجداً في سنة إحدى وعشرين من الهجرة.

## أقدم نصَّ لوثيقة وقفية في مصر
وأما أقدم نص لوثيقة وقفية في مصر، هي التي حبسها الحرث بن العلا بن يزيد الفهري؛ والتي يرجع أصلها إلى أنها خطة اختطها جده عبد الرحمن الفهري عام فتح مصر، فيذكر ابن عبد الحكم أن الحرث بن العلاء: "حبس الدار على الأقعد فالأقعد، من الرجال دون النساء، أبداً ما تناسلوا... الخ.

## الوقف في مصر خلال العهدين الأموي والعباسي
كثرت الأوقاف في العصر الأموي بمصر، وغيرها من البلاد المفتوحة بسبب ما أغدقه الله على المسلمين بعد الفتوحات الإسلامية، فتوافرت لديهم الأموال والدور والحوانيت، كما امتلك كثير منهم المزارع والحدائق، وتيسرت لهم سبل الوقف، وتوالت الأوقاف في مصر، من بعد ذلك التاريخ، فمنها على سبيل المثال:
- دار الفيل: وهي دار أبي عثيم مولى مَسْلَمة بن مُخلَّد، حبسها على مواليه، وسمَّاهم بأساميهم في كتابه، وكان تحبيسها في سنة: 93هـ،[14]
- الفضاء: الذي تصدقت به أم عبد الله بنت مسلمة، وأصبح موقفاً، تباع فيه الدواب، وغيره من الدور التي تصدقت بها.[9]

- بركة الحبش: وما قام به أبو بكر الماذرائي، في أوائل القرن الرابع الهجري، وذلك عام:(318هـ - 930م)، عندما عُيّن كعامل للخراج، فقد حبس بركة الحبش التي كانت تعرف قديماً ببركة المغافر، وبركة حمير بجميع ما تشتمل عليه من المزارع والجناين، كما حبس بعض أراضي أسيوط على الحرمين، وجهات بر أخرى،[1][9]
- جامع القرافة: ولم يقتصر وقف الأوقاف في هذا العصر على الرجال، بل ساهمت النساء، ففي عام 366هـ -976م، تم إنشاء جامع القرافة، وهو أحد أوقاف زوجة المعز.[12]

وظل نظام الوقف في هذا العهد، مقتصراً في الرباع، وما يجري مجراها، حتى قامت الدولة الأيوبية، وكلها كانت على جهات برّ.

## الأوقاف في مصر خلال العهد الأيوبي
عادة الأوقاف الزراعية، التي كانت توقف في عهد الفاطميين، بالإضافة إلى وقف معظم العقارات من حوانيت وغيرها، وبدأ الوقف يلعب دوراً جديداً، فما إن جاء صلاح الدين الأيوبي، إلى حكم مصر حتى عَمِد إلى وقف أراضي من بيت المال على مختلف المؤسسات الدينية والخيرية، ومنها على سبيل المثال:
تأسيس عدد من المدارس على المذاهب الأربعة، بني أولها للمذهب الشافعي، على أنقاض حبس المعونة، السجن الذي ضم الكثير من قادة مصر سنة 566هـ، ولعلها أصبحت أول مدرسة من نوعها في مصر، كما أنشأ سنة 566هـ مدرسة للمالكية في جوار جامع عمرو بن العاص، عُرفت بالقمحية، وأسس تقي الدين، ابن أخي صلاح الدين، مدرسة للشافعية، أوقف عليها عدة أماكن.
وإنشاء المدرسة السيوفية: وقفها السلطان الناصر صلاح الدين أبو المظفر يوسف بن أيوب على الحنفية، وقرّر في تدريسها الشيخ مجد الدين محمد بن محمد الجبتي، ورتب له في كل شهر أحد عشر دينارا، وباقي ريع الوقف يصرفه على ما يراه للطلبة الحنفية المقرّرين عنده على قدر طبقاتهم.
ولم تقتصر أوقاف صلاح الدين في مصر على المنشئات الخيرية والدينية، فقد أوقف بعض الممتلكات ليستفيد منها جماعة من المعاصرين له، وأولادهم من بعدهم.

## الأوقاف في مصر خلال عهد المماليك
بلغ نظام الأوقاف في مصر درجة عالية، وذلك أن كثير من سلاطين وأمراء وتجار وغيرهم، شاركوا من ثرواتهم في النهوض بالمجتمع، فأقاموا المؤسسات الخيرية المتنوعة، وحبسوا عليها الأوقاف، ووضعوا الشروط العديدة لضمان حسن التصرف في ريع تلك الأوقاف.
ومنها على سبيل المثال: مكتب السبيل الذي أنشأه الظاهر بيبرس، بجوار مدرسته، وقرر لمن فيه من أيتام المسلمين الخبز في كل يوم، والكسوة في فصلي الشتاء والصيف.
ووصل الوقف إلى تعيين مؤدِّب الأيتام، ففي وثيقة السلطان الغوري، اشترط شروطاً يجب توافرها في المؤدِّب، فنصت: "ومن ذلك مائتا دراهم، تصرف لرجل متصف بصفات المؤدب المذكورة فيه، يقرر الناظر هذا الرجل عريفاً بالمكتب المذكور".
كما نصت وثيقة وقف الأمير صرغمتش، على أن المؤدِّب: "يقرئ الأيتام ما يطيقون قراءته من القرآن، ويعلمهم ما يحتملون تعلمه من الخط العربي، والاستخراج في كل يوم على العادة في مثل ذلك.
وسبيل الأمير شيخو: قام بإنشائه الأمير سيف الدين شيخو، عام 755هـ، ويقع في منطقة الخليفة جنوب القاهرة، ويمثل السبيل نظام الأسبلة المستقلة.
وسبيل السلطان قايتباي: قام بإنشائه السلطان أبو النصر قايتباي، عام 884هـ، ويعتر من أبرز مباني السلطان في القاهرة، بالإضافة إلى أنه أول سبيل مستقل عن أي منشأة أخرى في مصر.
والجامع الأزهر: كان للأزهر نصيب مقدر من أوقاف مصر في هذا العهد، لتغطية مصاريفه، على أبنيته وفقهائه وطلابه والفقراء الواردين إليه، فأُوقفت الكثير من أراضي مصر لخدمته.
وأوقف الأمير عز الدين آيدمر الحلي، أوقافاً كثيرة لتأمين مصارفه، وكذلك فعل غيره.
وقف البيمارستان: أنشأها المنصوري، ولم تخرج البيمارستانات (مدارس الطب في ذلك العصر) عن دائرة أثر الأوقاف الإيجابي، فقد ضمن المنصوري وقفه بكتاب، "فبلغ مصروف الشراب منه في كل يوم خمسمائة رطل سوى السكّر، ورتب فيه عدّة ما بين أمين ومباشر، وجعل مباشرين للإدارة، وهم الذين يضبطون ما يشترى من أصناف، وما يحضر منها إلى المارستان، ومباشرين لاستخراج مال الوقف، ومباشرين في المطبخ، ومباشرين في عمارة الأوقاف التي تتعلق به.

## الأوقاف في مصر خلال العهد العثماني
اتسعت الموقوفات بمصر في العهد العثماني، وبادر الولاة العثمانيين وغيرهم، إلى الوقف، على مختلف الأعمال الخيرية، التي تؤدي إلى النهوض بالمجتمع، فأقاموا المؤسسات الخيرية المتنوعة، وأوقفوا عليها الكثير من الأوقاف، بما يضمن تحقيق هذه المؤسسات لرسالتها، ومنها على سبيل المثال:
وقف الوالي العثماني سليمان باشا: أوقف على رعاية الأيتام (الكتاتيب)، وكان له أكثر من منشأة لرعاية الأيتام، إحداها ملحقة بجامعه الذي بناه بالقلعة، والآخر بحي بولاق، وتكفل بهم من حيث المأكل والمشرب والكسوة، وخصص لهم من يقوم بتعليمهم وتأديبهم، وقد حدَّدت وثيقة الوالي سليمان باشا ذلك.
وقف الوالي العثماني إسكندر باشا: أنشأ مجموعة معمارية بشارع باب الخرق، وكانت مكونة من: جامع، وتكية، ومكتباً للأيتام وسبيلاً، وحدَّدت وثيقته عدد الأيتام الملتحقين بالمكتب، وما يصرف لهم من مستلزمات مختلفة.
المدارس والدور في مصر: إذ خصصت المدارس للأيتام، ويوفر لهم فيها المأكل والأدوات المدرسية، كما يتمثل دور الوقف في مجال الرعاية الاجتماعية في الأربطة، والخانقاوات، والزوايا، والتكايا.
البيمارستانات: تم نشأتها من ريع الأوقاف، فبالإضافة إلى الأكل والشرب والملبس الذي يقدم للمرضى، برزت خدمات اجتماعية مصاحبة، كتخصيص بعض البيمارستانات للفقراء، دون الأغنياء، فيتم علاجهم دون مقابل.
فالوقف في العهد العثماني، اتسع نطاقه، وصار له تشكيلات إدارية، تُعنى بالإشراف عليه، وصدرت له تعليمات متعددة لتنظيم شؤونه، وبيان أنواعه، وكيفية إدارته، ولا زال الكثير من هذه الأنظمة معمولاً بها إلى يومنا هذا.

## الأوقاف في مصر بعد الحكم العثماني
توالت أوقاف من السلاطين والأمراء والكبراء خلال العصور، وكان الحكام يعززونها جيلاً بعد جيل، واستمرت هذه الموارد تزداد حتى تضخمت وبلغت الأوقاف المصرية العامة طبقاً لإحصاء سنة: (1227هـ - 1812م) 600.000 فدان، أي أنها كانت تزيد على خمس جميع الأراضي المصرية، لأن إحصاء جميع الأراضي المصرية سنة 1813م بلغت فيه مساحة الأراضي المصرية كلها (2.500.000فدان).
واستمرت تنمو وتؤدي أغراضها، حتى جاء محمد علي باشا، إلى سدة الحكم، وقام بالاستيلاء على الأوقاف التابعة للأزهر وضمَّها للدولة، وبالتالي إحكام السيطرة على المشايخ والقائمين على التعليم من رجال الأزهر، وحتى الكتاتيب التي تعلم القرآن والعلوم الأولية للناشئة من أبناء المسلمين، لم تنج من غائلته؛ فقد ذكر عجائب الآثار، أن كثيرًا من المكاتب أغلقت بسبب تعطِّل أوقافها، واستيلاء محمد علي عليها.
كما أنه جعل مصر مزرعةً كبرى يجني خيراتها، وينفق على الجيش الذي يعده لتمكين ملكه وتثبيت عرشه، وتوسيع نفوذه، وقد أخذ ما كان للمساجد من أموال، وأخذ من أوقاف الأزهر ما لو بقي له اليوم لكان ذا شأن كبير في إصلاحه، والنهوض به.

## الأوقاف في مصر الحديثة
تشابهت أوقاف كبار المُلّاك، مع أوقاف الوزراء وكبار الموظفين إلى ما قبل سنة 1952م، من حيث قيامهم بإنشاء المساجد التي غالباً ما حملت أسماءهم، أو أسماء عائلاتهم، ومن حيث قيامهم بالوقف عليها، لضمان استمرارها صالحة لأداء الشعائر، والنماذج كثيرة.
أما من بعد هذا 1952م، فلم يُسجل للحكام في مصر أوقافاً، كما هو المعتاد طوال تاريخ مصر الوقفي، وتضاءل الأثر التراكمي في عملية التكوين الاقتصادي للأوقاف، وخاصة بعد حل السلطات الوقف الأهلي، ومنع إنشاء المزيد منه، وصدور قوانين أخرى تتيح لوزارة الأوقاف حرية التصرف في أموال البدل، وفي فوائض ريع الأوقاف، التي تنظرت عليها بموجب القانون رقم: 247 لسنة 1953م، وقد يكون هذه الإجراءات سبباً في تضاؤل الأوقاف، ونقص الأراضي الموقوفة.

## دور الوقف في التعليم في مصر
من أهم ميادين الوقف ما تم وقفه لإقامة سبل المعرفة ونشر التعليم، فعندما ظهرت الحاجة إلى تأسيس مكان يخصص لرعاية العلم ونشر الثقافة، ظهرت فكرة أن يوقف على المعهد التعليمي وقفا ينتج إيرادا يكفي للإنفاق منه على شئونه، والقائمين به، وكان المأمون من أبرز هذه الفكرة.

### التمويل الوقفي للمؤسسات التعليمية في مصر
كان للأوقاف قديماً الدور الأبرز لتمويل المؤسسات التعليمية في مصر، وأصبح معظم رباع ودور وحوانيت مصر والقاهرة موقوفة، وترتب على ذلك أن انتشرت الكتاتيب والمدارس في شتى أرجاء مصر، مما ساعد على انتشار التعليم، وحرية انتقال الطلبة والعلماء إلى المؤسسات التعليمية الموقوفة في جنبات القاهرة، وكان يلحق بهذه الكتاتيب والمدارس خدمات خاصة بها، فقد كانت توفر المساكن، والملابس والأطعمة للطلبة، فضلا عن رواتب معينة تصرف كل شهر، أو موسم، أو سنة، وذلك حسب وثيقة الوقف، وكان ريع الأوقاف هو المصدر المالي الوحيد لغالبية المدارس.

### الأوقاف التعليمية في العصر المملوكي بمصر
لم يكن للتعليم في عصر المماليك سياسة ثابته يحرص عليها السلاطين، فقد كان أمام عامة الناس المكاتب ليتعلم فيها الصغار مبادئ القراءة والكتابة، ومبادئ من العلوم الأولية مع حفظ القرآن، ثم المدارس والمساجد ليتم فيها الكبار دراستهم، وما شيد من الخوانق والأربطة والزوايا، وقد فتحت هذه الدور التعليمية ليتعلم فيها من يشاء من أبناء الشعب، وكان التعليم فيها بالمجان، وكان للأوقاف دور كبير في استمرار حلقات العلم في تلك المساجد والدور التعليمية، فقد أنشأ الأمير آقسنقر السلاري مسجدا اعتنى به عناية فائقة، وقف عليه ضيعة من قرى حلب تغل في السنة 150ألف درهم فضة، وقرر فيه دروسا عدة من الفقهاء.

### الأوقاف التعليمية في العصر العثماني بمصر
حفلت مصر خلال العصر العثماني بالعديد من المؤسسات التعليمية التي تمثلت فيما كان وأنشئ من مدارس، ومساجد، وتكايا، بالإضافة إلى عدد كبير لا يكاد يحصى من الكتاتيب كمؤسسات لتعليم الصغار، واعتمدت تلك المؤسسات في بقائها واستمرارها على الأوقاف، وكانت قوة الجامع الأزهر بوجه خاص، والمدارس بوجه عام راجعة إلى الأوقاف.

## الجوانب التنظيمية لإدارة الوقف في مصر
بعد تنظيم الوقف في مصر بموجب القانون رقم 48 لسنة 1946م وتعديلاته أصبح وزير الوقاف هو ناظر الوقف ويدير الوقف من خلال المجلس الأعلى للأوقاف ثم لجنة شئون الوقف بالوزارة وبإشراف القضاء الشرعي حتى وقت إلغائه عام 1957م، كما أنه بموجب القوانين تقرر تسليم أعيان الوقف من أراضي زراعية للهيئة العامة للإصلاح الزراعي ومباني وأراضي فضاء للمحافظات لإدارتها نيابة عن وزارة الأوقاف، وصدر القانون رقم 80 لسنة 1971م بإنشاء هيئة الأوقاف المصرية التي أصبحت وحتى الآن هي المنوط بها إدارة الأوقاف في جمهورية مصر العربية.

## الجوانب المالية للوقف في مصر
من أهم ملامح التجربة المصرية في الإدارة المالية للوقف ما يلي:
- الأموال الوقفية: التي تديرها هيئة الأوقاف المصرية، ومن هذه الأموال، أموال تحت إدارة لجنة شئون الأوقاف، والأراضي الزراعية الموقوفة على جهات البر العام أو الخاص، وأموال الأوقاف الخيرية، والأوقاف التي تشرف عليها هيئة أوقاف الاقباط الأرذوذكس، وأموال البدل والاحكار، وسندات الإصلاح الزراعي مقابل الأراضي الزراعية.[37]
- مجالات الاستثمار: وتتنوع في المجال الزراعي، والمجال الصناعي، وفي مجال الإسكان والتشييد، وفي مجال الخدمات المالية بصفة أحد المؤسسين لبنك فيصل الإسلامي المصري، وبنك التعمير والإسكان.[38]

## إجمالي الأراضي الموقوفة
بلغت إجمالي الأراضي الزراعية الموقوفة في مصر حتى سنة: 1935م 700ألف فدان، وفي عام 1940م، بلغت المساحة الموقوفة، حسب الإحصاءات الرسمية 700,622 فداناً، ثم تراجعت في عام: 1951م، إذ بلغت مساحة قدرها 589927 فداناً، ثم نقصت قليلاً لتصبح 582950 فداناً، في عام 1952م، وذلك طبقاً للإحصاءات الرسمية.
أما بقية الأعيان الموقوفة غير الأطيان الزراعية، فلا توجد عنها إحصاءات متاحة، ولم توضح الإحصاءات الرسمية فيما يتعلق بالأطيان الموقوفة قبل سنة 1952م، كم منها كان وقفاً خيريا، وكم كان وقفاً أهلياً أو مشتركاً.

## وصلات خارجية
- الأوقاف والسياسة في مصر
- الأوقاف والحياة الاجتماعية في مصر دراسة تاريخية وثائقية